# Плита из Кесарии

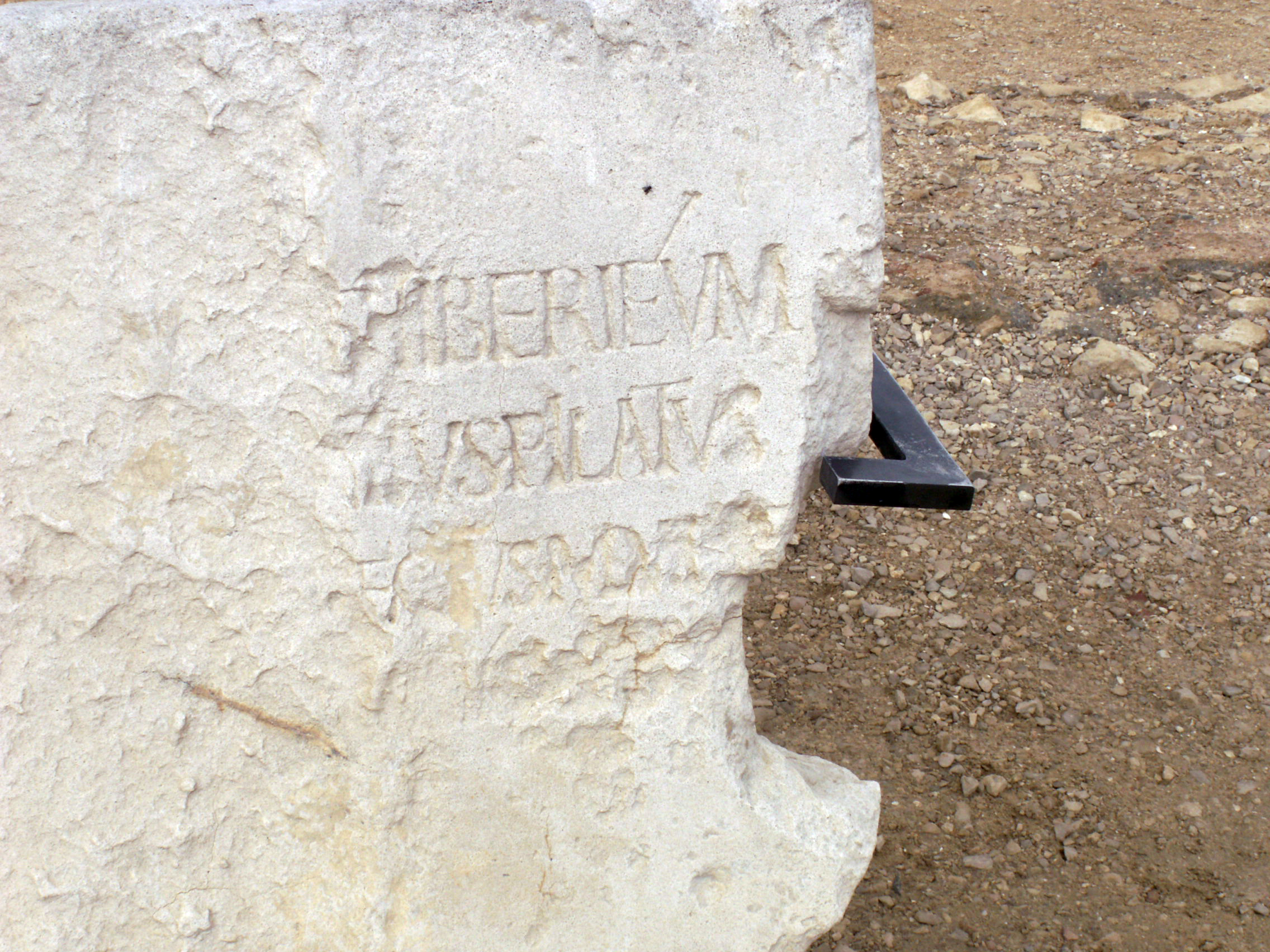
Плита из Кесарии

Плита из Кесарии — артефакт, обнаруженный итальянскими археологами в 1961 году в средиземноморском порту Кесария Палестинская, который был когда-то резиденцией римского наместника в Иудее. Представляет собой известняковую плиту размером 82×100×20 см с латинской надписью, опубликованную археологом Антонио Фрова в следующем виде:
Надпись можно прочесть так: «Тибериум … Понтий Пилат, префект Иудеи … посвятил». По мнению данного археолога, плита с посвятительной надписью была установлена римским наместником в культовом сооружении в честь императора Тиберия (Тибериеуме).
Эта плита стала первой археологической находкой, подтвердившей существование Пилата. Также она подтвердила предположение Теодора Моммзена, что Понтий Пилат, называемый традиционно прокуратором, должен был быть по причине военно-политической ситуации в Иудее её префектом.